# Gregory Errol Chamitoff
Gregory Errol Chamitoff (Montréal, Kanada, 1962. augusztus 6. –) amerikai űrhajós.

## Életpálya
1984-ben a Kaliforniai Állami Műszaki Egyetemen (California Polytechnic State University) villamosmérnöki oklevelet szerzett. 1985-ben a CalTech Egyetemen doktorált (PhD). 1992-ben a Massachusetts Institute of Technology (MIT) keretében megvédte doktori diplomáját. 2002-ben az University of Houston keretében planetáris geológiából újból megvédte doktori címét. 1985-1992 között végzett tudományos munkáján kidolgozott egy önálló irányítású robotot. 1993-1995 között az University of Sydney (Ausztrália) vendégprofesszora. 1995-től a NASA felkérésére több program résztvevője. A Hubble űrtávcső stabilitásának lehetőségét elemezte. Segítette a Space Shuttle robotpilóta (nyomon követés, előrejelzés, elemzés, manőver optimalizálás) frissítésének megoldásait.
1998. június 4-től a Lyndon B. Johnson Űrközpontban részesült űrhajóskiképzésben. 2002 júliusában egy 9 napos tenger alatti (NASA Extreme Environment Mission Operations NEEMO 3) kiképzésen vett részt. Két űrszolgálata alatt összesen 198 napot, 18 órát és 2 percet (4770 óra) töltött a világűrben. Űrhajós pályafutását 2013. szeptember 30-án fejezte be.

## Űrrepülések
- STS–124 a Discovery űrrepülőgép 35. repülésének küldetésfelelőse/ISS fedélzeti mérnöke. Az STS–124 fedélzetén indulva a Nemzetközi Űrállomás 17. és 18. személyzetének tudományos tiszti tagja. Szülei ajándékaként az első bagelt vitte az űrbe. Az STS–126 fedélzetén tért vissza kiinduló bázisára. Az űrállomás továbbépítéséhez szállították az új japán JEM Kibo modult és a Remote manipulator system (JEMRMS) robotkart. Első küldetésén összesen 183 napot, 00 órát és 23 percet töltött a világűrben.
- STS–134 az Endeavour űrrepülőgép 25., repülésének küldetésfelelőse. Barack Obama a harmadik elnök, aki megtekintett egy fellövési műveletet. Többek között az Alfa mágneses spektrométert (AMS) és alkatrészeit, köztük két S-sáv távközlési antennát, egy nagynyomású gáztartályt és további alkatrészeket a Dextre robothoz. Visszafelé bepakolták a csomagoló anyagokat, kutatási eredményeket, a szemetet. Első alkalom, hogy az ISS fedélzetén egyszerre kettő családtag tartózkodott. Második űrszolgálata alatt összesen 15 napot, 17 órát és 39 percet töltött a világűrben. Kettő űrséta (kutatás, szerelés) alatt összesen 13 órát és 43 percet töltött a világűrben. 10 477 185 kilométert (6 510 221 mérföldet) repült.

### Tartalék személyzet
STS–117 küldetésfelelős/ISS fedélzeti mérnök